# James Knox (wielrenner)
James Alexander Knox (Kendal, 4 november 1995) is een Engels wielrenner die sinds 2018 rijdt voor de Belgische wielerploeg Soudal Quick-Step.

## Carrière
In 2016 werd Knox onder meer vierde in het eindklassement van de Ronde van de Isard en zesde in dat van de Vredeskoers voor beloften.
In april 2017 werd Knox, achter Bjorg Lambrecht, tweede in de beloftenversie van Luik-Bastenaken-Luik. Een week later eindigde hij op de achtste plaats in het door Vincenzo Nibali gewonnen eindklassement van de Ronde van Kroatië. Nadat hij eerder die maand achtste was geworden in het eindklassement van de Ronde van de Aostavallei werd Knox in juli zesde in het eindklassement van de Ronde van de Elzas. In augustus stond hij aan de start van de Ronde van de Toekomst. In de zevende etappe eindigde hij, achter de uiteindelijke eindwinnaar Egan Bernal, op de tweede plaats. In het eindklassement werd hij achtste, op ruim tweeënhalve minuut van Bernal.
In 2018 werd Knox prof bij Quick-Step Floors.

## Resultaten in voornaamste wedstrijden
| Jaar | Ronde van Italië | Ronde van Frankrijk | Ronde van Spanje |
| ---- | ---------------- | ------------------- | ---------------- |
| 2018 |                  |                     |                  |
| 2019 | opgave           |                     | 11e              |
| 2020 | 14e              |                     |                  |
| 2021 | 53e              |                     | 100e             |
| 2022 | 81e              |                     |                  |
| 2023 |                  |                     | 65e              |
| 2024 |                  |                     | 67e              |
| 2025 | 19e              |                     |                  |

| Jaar | Luik-Bast.‑Luik | Ronde van Lombardije | Waalse Pijl | Clásica San Sebastián |  | WK op de weg |  | Wereldranglijsten |
| ---- | --------------- | -------------------- | ----------- | --------------------- |  | ------------ |  | ----------------- |
| 2018 |                 |                      | opgave      | 19e                   |  | opgave       |  | 223e (UWT)        |
| 2019 |                 | opgave               |             |                       |  |              |  | 190e (UWR)        |
| 2020 |                 |                      |             |                       |  | opgave       |  |                   |
| 2021 | 33e             |                      | 63e         | 30e                   |  |              |  |                   |
| 2022 |                 |                      |             | opgave                |  |              |  |                   |
| 2023 |                 |                      |             | opgave                |  |              |  |                   |
| 2024 | opgave          |                      | opgave      |                       |  | opgave       |  |                   |
| 2025 |                 |                      |             |                       |  |              |  |                   |

## Ploegen
- 2016 –  Team Wiggins
- 2017 –  Team Wiggins
- 2018 –  Quick-Step Floors
- 2019 –  Deceuninck–Quick-Step
- 2020 –  Deceuninck–Quick-Step
- 2021 –  Deceuninck–Quick-Step
- 2022 –  Quick Step-Alpha Vinyl
- 2023 –  Soudal-Quick Step
- 2024 –  Soudal-Quick Step
- 2025 –  Soudal Quick-Step

Alaphilippe · Asgreen · Capecchi · Cavagna · De Plus · Declercq · Devenyns · Gaviria · Gilbert · Hodeg · Jakobsen · Jungels · Keisse · Knox · Lampaert · Martinelli · Mas · Mørkøv · Narváez · Richeze · Sabatini · Schachmann  · Sénéchal · Serry · Štybar · Terpstra · Vakoč · Viviani
Alaphilippe · Asgreen · Capecchi · Cavagna · Declercq · Devenyns · Evenepoel   · Gilbert · Hodeg · Honoré · Jakobsen · Jungels · Keisse · Knox · Lampaert · Martinelli · Mas · Mørkøv · Richeze · Sabatini · Sénéchal · Serry · Štybar · Vakoč · Viviani 
Alaphilippe  · Almeida · Archbold · Asgreen · Bagioli · Ballerini · Bennett · Cattaneo · Cavagna · Declercq · Devenyns · Evenepoel   · Garrison · Hodeg · Honoré · Jakobsen · Jungels · Keisse · Knox · Lampaert · Masnada · Mørkøv · Sénéchal · Serry · Steels · Steimle · Štybar · Van Lerberghe · Quinn (stagiair) · Vansevenant (stagiair)
Alaphilippe  · Almeida · Archbold · Asgreen · Bagioli · Ballerini · Bennett · Cattaneo · Cavagna · Cavendish · Černý · Declercq · Devenyns · Evenepoel · Garrison · Hodeg · Honoré · Jakobsen · Keisse · Knox · Lampaert · Masnada · Mørkøv · Sénéchal · Serry · Steels · Steimle · Štybar · Van Lerberghe · Vansevenant · Osborne (stagiair) · Van Tricht (stagiair)
Alaphilippe  · Asgreen · Bagioli · Ballerini · Cattaneo · Cavagna · Cavendish · Černý · Declercq · Devenyns · Evenepoel  · Honoré · Jakobsen  · Keisse · Knox · Lampaert · Masnada · Mørkøv · Schmid · Sénéchal · Serry · Steels · Steimle · Štybar · Svrček (vanaf 1/7) · Van Lerberghe · Van Tricht · Van Wilder · Vansevenant · Vernon · Vervaeke · Raccani (stagiair)
Alaphilippe · Asgreen · Bagioli · Ballerini · Cattaneo · Cavagna · Černý · Declercq · Devenyns · Evenepoel    · Hirt · Jakobsen  · Knox · Lampaert · Masnada · Merlier · Mørkøv · Pedersen · Schmid · Sénéchal · Serry · Steimle · Svrček · Van Lerberghe · Van Tricht · Van Wilder · Vansevenant · Vernon · Vervaeke
Alaphilippe · Asgreen · Bastiaens · Cattaneo · Černý · Evenepoel      · Gelders · Hirt · Huby · Knox · Lampaert · Lamperti · Landa · Lecerf · Magnier · Masnada · Merlier · Moscon · Pedersen · Reinderink · Serry · Svrček · Van Lerberghe · Van Wilder · Vangheluwe · Vansevenant · Vervaeke · Warlop